# Gran Premio di Spagna 2004
Il Gran Premio di Spagna 2004 è stato un Gran Premio di Formula 1 disputato il 9 maggio 2004 sull circuito Catalunya di Montmeló, come quinta prova del mondiale 2004. La gara fu vinta da Michael Schumacher su Ferrari, davanti al compagno di squadra Rubens Barrichello e a Jarno Trulli su Renault. Il pilota tedesco, alla quinta vittoria su cinque gare disputate nella stagione, eguagliò il record di successi consecutivi a inizio campionato fatto segnare da Nigel Mansell nel 1992.

## Vigilia

### Aspetti tecnici
Dopo il gran numero di novità introdotto nella gara precedente, le monoposto subirono meno modifiche. Le paratie verticali aggiuntive sul profilo principale dell'ala posteriore introdotte dalla BAR a inizio campionato continuarono a creare polemiche. La scuderia anglo-americana e la Williams, che aveva adottato una soluzione simile sulle proprie vetture, furono costrette a ridurre le dimensioni di queste appendici, mentre la Jaguar, che aveva avanzato una richiesta di chiarimenti in merito nel precedente Gran Premio di San Marino, dotò le proprie monoposto di due pinne verticali separate su tutti e due i profili dell'alettone, ritenendo la soluzione regolare in quanto le singole appendici erano al di sotto delle dimensioni massime imposte dalla federazione.
Per il resto, la scuderia più attiva fu la Renault, che introdusse una nuova sospensione posteriore con l'elemento superiore realizzato in un singolo pezzo e tornò a montare l'alettone anteriore impiegato nella stagione 2003, nel tentativo di migliorare il bilanciamento della monoposto. Infine la McLaren annunciò che la versione B della MP4-19, che sarebbe stata portata in gara da metà stagione, sarebbe stata dotata di un nuovo motore Mercedes, mirato a risolvere i problemi di affidabilità che ne avevano caratterizzato l'inizio di stagione. Proprio in ragione di questi problemi il regime di rotazione del propulsore tedesco fu ridotto di circa 1.000 giri al minuto, seppur a discapito delle prestazioni.
Per questa edizione viene modificata la curva 10.

## Prove libere
Come nelle gare precedenti, BAR, Jaguar, Toyota, Jordan e Minardi schierarono in pista una terza vettura (affidata rispettivamente a Anthony Davidson, Björn Wirdheim, Ricardo Zonta, Timo Glock e Bas Leinders) nelle due sessioni di prove libere del venerdì.
I tempi migliori nella prima sessione di prove libere di venerdì furono i seguenti:
| Pos | Nº | Pilota             | Costruttore | Tempo    |
| --- | -- | ------------------ | ----------- | -------- |
| 1   | 1  | Michael Schumacher | Ferrari     | 1'15"658 |
| 2   | 2  | Rubens Barrichello | Ferrari     | 1'16"033 |
| 3   | 35 | Anthony Davidson   | BAR - Honda | 1'16"616 |

I tempi migliori nella seconda sessione di prove libere di venerdì furono i seguenti:
| Pos | Nº | Pilota           | Costruttore | Tempo    |
| --- | -- | ---------------- | ----------- | -------- |
| 1   | 9  | Jenson Button    | BAR - Honda | 1'15"935 |
| 2   | 35 | Anthony Davidson | BAR - Honda | 1'16"188 |
| 3   | 38 | Ricardo Zonta    | Toyota      | 1'16"360 |

I tempi migliori nella prima sessione di prove libere di sabato furono i seguenti:
| Pos | Nº | Pilota             | Costruttore    | Tempo    |
| --- | -- | ------------------ | -------------- | -------- |
| 1   | 9  | Jenson Button      | BAR - Honda    | 1'15"984 |
| 2   | 7  | Jarno Trulli       | Renault        | 1'16"015 |
| 3   | 3  | Juan Pablo Montoya | Williams - BMW | 1'16"048 |

I tempi migliori nella seconda sessione di prove libere di sabato furono i seguenti:
| Pos | Nº | Pilota             | Costruttore    | Tempo    |
| --- | -- | ------------------ | -------------- | -------- |
| 1   | 10 | Takuma Satō        | BAR - Honda    | 1'14"836 |
| 2   | 1  | Michael Schumacher | Ferrari        | 1'15"025 |
| 3   | 3  | Juan Pablo Montoya | Williams - BMW | 1'15"232 |

## Qualifiche

### Resoconto
Michael Schumacher dominò le qualifiche, ottenendo la pole position e infliggendo oltre sei decimi di distacco al più vicino inseguitore, Montoya. Terzo tempo per la sorpresa Sato, che ottenne la migliore prestazione di sempre in qualifica per un pilota giapponese; seguivano Trulli, Barrichello (staccato di oltre un secondo dal compagno di squadra), Ralf Schumacher, Panis e Alonso.
Il gruppo dei primi dieci era chiuso da Webber e Coulthard, alla guida di una McLaren in difficoltà; a conferma del momento delicato del team inglese, Räikkönen non fece meglio della tredicesima posizione. Dietro al finlandese si qualificò Button, autore di un errore nella parte centrale del tracciato così come Massa, solo diciassettesimo.

### Risultati
| Pos | No | Pilota               | Costruttore        | Pneumatici | Prequalifiche | Qualifiche | Distacco |
| --- | -- | -------------------- | ------------------ | ---------- | ------------- | ---------- | -------- |
| 1   | 1  | Michael Schumacher   | Ferrari            | B          | 1'16"320      | 1'15"022   |          |
| 2   | 3  | Juan Pablo Montoya   | Williams - BMW     | M          | 1'15"574      | 1'15"639   | +0"617   |
| 3   | 10 | Takuma Satō          | BAR - Honda        | M          | 1'16"434      | 1'15"809   | +0"787   |
| 4   | 7  | Jarno Trulli         | Renault            | M          | 1'16"156      | 1'16"144   | +1"122   |
| 5   | 2  | Rubens Barrichello   | Ferrari            | B          | 1'16"655      | 1'16"272   | +1"250   |
| 6   | 4  | Ralf Schumacher      | Williams - BMW     | M          | 1'16"040      | 1'16"293   | +1"271   |
| 7   | 17 | Olivier Panis        | Toyota             | M          | 1'16"168      | 1'16"313   | +1"291   |
| 8   | 8  | Fernando Alonso      | Renault            | M          | 1'17"011      | 1'16"422   | +1"400   |
| 9   | 14 | Mark Webber          | Jaguar - Cosworth  | M          | 1'16"212      | 1'16"514   | +1"492   |
| 10  | 5  | David Coulthard      | McLaren - Mercedes | M          | 1'16"465      | 1'16"636   | +1"614   |
| 11  | 16 | Cristiano da Matta   | Toyota             | M          | 1'16"758      | 1'17"038   | +2"016   |
| 12  | 11 | Giancarlo Fisichella | Sauber - Petronas  | B          | 1'15"746      | 1'17"444   | +2"422   |
| 13  | 6  | Kimi Räikkönen       | McLaren - Mercedes | M          | 1'16"240      | 1'17"445   | +2"423   |
| 14  | 9  | Jenson Button        | BAR - Honda        | M          | 1'16"462      | 1'17"575   | +2"553   |
| 15  | 18 | Nick Heidfeld        | Jordan - Ford      | B          | 1'17"043      | 1'17"802   | +2"780   |
| 16  | 15 | Christian Klien      | Jaguar - Cosworth  | M          | 1'17"863      | 1'17"812   | +2"790   |
| 17  | 12 | Felipe Massa         | Sauber - Petronas  | B          | 1'15"771      | 1'17"866   | +2"844   |
| 18  | 20 | Gianmaria Bruni      | Minardi - Cosworth | B          | 1'20"372      | 1'19"817   | +4"795   |
| 19  | 19 | Giorgio Pantano      | Jordan - Ford      | B          | 1'17"965      | 1'20"607   | +5"585   |
| 20  | 21 | Zsolt Baumgartner    | Minardi - Cosworth | B          | 1'21"620      | 1'21"470   | +6"448   |

## Gara

### Resoconto
Durante il giro di formazione si verificò un'invasione di pista da parte di "Jimmy Jump", un uomo catalano autore di diverse invasioni di campo in altri eventi sportivi; l'invasore venne subito fermato dalla sicurezza del circuito.
Al via scattò benissimo Trulli: l'italiano infilò Montoya, Sato e Michael Schumacher, portandosi al comando della gara. Al termine del primo giro, Trulli conduceva davanti a Michael Schumacher, Sato, Montoya, Barrichello, Alonso e Panis; i primi due distanziarono il gruppo, ma Schumacher incalzò minacciosamente il rivale, facendo segnare più volte il giro più veloce in gara. Non si verificarono tuttavia sorpassi fino alla prima serie di pit stop, aperta all'ottavo passaggio da Alonso e Panis; una tornata più tardi rifornì il leader della corsa Trulli, mentre Michael Schumacher effettuò la prima sosta al 10º giro, tornando in pista davanti al rivale e distanziandolo immediatamente. Si portò in testa Barrichello, partito con una strategia sulle due soste così come Fisichella, risalito al quarto posto. I due effettuarono il proprio pit stop al termine del 17º giro; Michael Schumacher si portò così al comando della gara, davanti a Trulli, Barrichello, Sato, Alonso, Montoya, Ralf Schumacher e Fisichella.
Al 23º giro Trulli si fermò ai box per la seconda volta, imitato due giri più tardi da Michael Schumacher: il pilota tedesco, nonostante avesse effettuato una sosta in più, tornò in pista in testa, davanti al compagno di squadra Barrichello. Fisichella, forte dello stop in meno rispetto agli avversari, scalò nuovamente la classifica: il pilota romano si piazzò in sesta posizione, alle spalle di Sato (scavalcato da Alonso durante le soste ai box), ma davanti a Montoya e Ralf Schumacher. L'ultima serie di pit stop fu aperta proprio dal pilota della Sauber al 40º passaggio. Seguirono via via tutti gli altri piloti. A venti giri dal termine Montoya fu costretto al ritiro, a causa di un problema ai freni che lo aveva già rallentato in precedenza. Anche Räikkönen, comunque confinato nelle retrovie, accusò dei problemi meccanici, dovendo prolungare l'ultimo pit stop per ovviare a un calo di pressione del sistema di distribuzione pneumatico.
Gli ultimi giri non riservarono colpi di scena e Michael Schumacher vinse agevolmente la quinta gara consecutiva dall'avvio della stagione; completarono il podio Barrichello e Trulli, mentre Alonso, Sato, Ralf Schumacher, Fisichella e Button conquistarono punti iridati.

### Risultati
| Pos      | No | Pilota               | Costruttore        | Pneumatici | Giri | Tempo/Ritiro e posizione al ritiro | Partenza | Punti |
| -------- | -- | -------------------- | ------------------ | ---------- | ---- | ---------------------------------- | -------- | ----- |
| 1        | 1  | Michael Schumacher   | Ferrari            | B          | 66   | 1h27'32"841                        | 1        | 10    |
| 2        | 2  | Rubens Barrichello   | Ferrari            | B          | 66   | +13"290                            | 5        | 8     |
| 3        | 7  | Jarno Trulli         | Renault            | M          | 66   | +32"894                            | 4        | 6     |
| 4        | 8  | Fernando Alonso      | Renault            | M          | 66   | +32"952                            | 8        | 5     |
| 5        | 10 | Takuma Satō          | BAR - Honda        | M          | 66   | +42"327                            | 3        | 4     |
| 6        | 4  | Ralf Schumacher      | Williams - BMW     | M          | 66   | +1'13"804                          | 6        | 3     |
| 7        | 11 | Giancarlo Fisichella | Sauber - Petronas  | B          | 66   | +1'17"108                          | 12       | 2     |
| 8        | 9  | Jenson Button        | BAR - Honda        | M          | 65   | +1 giro                            | 14       | 1     |
| 9        | 12 | Felipe Massa         | Sauber - Petronas  | B          | 65   | +1 giro                            | 17       |       |
| 10       | 5  | David Coulthard      | McLaren - Mercedes | M          | 65   | +1 giro                            | 10       |       |
| 11       | 6  | Kimi Räikkönen       | McLaren - Mercedes | M          | 65   | +1 giro                            | 13       |       |
| 12       | 14 | Mark Webber          | Jaguar - Cosworth  | M          | 65   | +1 giro                            | 9        |       |
| 13       | 16 | Cristiano da Matta   | Toyota             | M          | 65   | +1 giro                            | 11       |       |
| Ritirato | 19 | Giorgio Pantano      | Jordan - Ford      | B          | 51   | Idraulica (14°)                    | 19       |       |
| Ritirato | 3  | Juan Pablo Montoya   | Williams - BMW     | M          | 46   | Freni (8°)                         | 2        |       |
| Ritirato | 15 | Christian Klien      | Jaguar - Cosworth  | M          | 43   | Acceleratore (15°)                 | 16       |       |
| Ritirato | 17 | Olivier Panis        | Toyota             | M          | 33   | Idraulica (14°)                    | 7        |       |
| Ritirato | 18 | Nick Heidfeld        | Jordan - Ford      | B          | 33   | Idraulica (17°)                    | 15       |       |
| Ritirato | 20 | Gianmaria Bruni      | Minardi - Cosworth | B          | 31   | Uscita di pista (19°)              | 18       |       |
| Ritirato | 21 | Zsolt Baumgartner    | Minardi - Cosworth | B          | 17   | Uscita di pista (20°)              | 20       |       |

## Classifiche

### Piloti
| Pos. | Pilota               | Punti |
| ---- | -------------------- | ----- |
| 1    | Michael Schumacher   | 50    |
| 2    | Rubens Barrichello   | 32    |
| 3    | Jenson Button        | 24    |
| 4    | Fernando Alonso      | 21    |
| 4    | Jarno Trulli         | 21    |
| 6    | Juan Pablo Montoya   | 18    |
| 7    | Ralf Schumacher      | 12    |
| 8    | Takuma Satō          | 8     |
| 9    | David Coulthard      | 4     |
| 10   | Giancarlo Fisichella | 2     |
| 11   | Felipe Massa         | 1     |
| 11   | Kimi Räikkönen       | 1     |
| 11   | Mark Webber          | 1     |

### Costruttori
| Pos. | Team               | Punti |
| ---- | ------------------ | ----- |
| 1    | Ferrari            | 82    |
| 2    | Renault            | 42    |
| 3    | BAR - Honda        | 32    |
| 4    | Williams - BMW     | 30    |
| 5    | McLaren - Mercedes | 5     |
| 6    | Sauber - Petronas  | 3     |
| 7    | Jaguar - Cosworth  | 1     |